# Microsoft Project
Microsoft Project er Microsofts projektstyringsværktøj og er en ekstra applikation med tilknytning til Microsoft Office.
Microsoft Project er det mest udbredte projektstyringsværktøj.
| Software | Spire Denne artikel om software og programmering er en spire som bør udbygges. Du er velkommen til at hjælpe Wikipedia ved at udvide den. |